# Fronde (1902)
Fronde – francuski niszczyciel z początku XX wieku i okresu I wojny światowej, typu Arquebuse. Nazwa oznacza proca.
Przed I wojną światową wycofany do rezerwy w Sajgonie, przywrócony do służby w marcu 1915 i skierowany na Morze Śródziemne. Niszczyciel przetrwał wojnę. Został skreślony z listy floty 30 października 1919 roku i sprzedany na złom 6 maja 1920.